# Lauratonema mentulatum
Lauratonema mentulatum is een rondwormensoort uit de familie van de Lauratonematidae.